# باسيفيك (واشنطن)
باسيفيك (بالإنجليزية: Pacific city, Washington)‏ هي مدينة تقع بولاية واشنطن في الولايات المتحدة. تبلغ مساحتها 6.31 كم2، وترتفع عن سطح البحر 24 م، بلغ عدد سكانها 6,606 نسمة في عام 2010 حسب إحصاء مكتب تعداد الولايات المتحدة وتصل الكثافة السكانية فيها 1,046.9 نسمة لكل كيلومتر مربع (2,711.5/ميل2).

## التركيبة السكانية
حدّد مكتب تعداد الولايات المتحدة بيانات التركيبة السكانية لباسيفيك في تعداد الولايات المتحدة. في ما يلي، التركيبة السكانية حسب تعدادي 2000 و2010.

### تعداد عام 2000
بلغ عدد سكان باسيفيك 5,527 نسمة بحسب تعداد عام 2000، وبلغ عدد الأسر 1,992 أسرة وعدد العائلات 1,445 عائلة مقيمة في المدينة. في حين سجلت الكثافة السكانية 875.9 نسمة لكل كيلومتر مربع (2,268.6/ميل2). وبلغ عدد الوحدات السكنية 2,090 وحدة بمتوسط كثافة قدره 331.2 لكل كيلومتر مربع (857.8/ميل2).
وتوزع التركيب العرقي للمدينة بنسبة 85.38% من البيض و1.43% من الأمريكيين الأفارقة و1.61% من الأمريكيين الأصليين و4.72% من الأمريكيين ذوي الأصول الآسيوية و0.20% من سكان جزر المحيط الهادئ و2.95% من الأعراق الأخرى و3.71% من عرقين مختلطين أو أكثر و6.48% من الهسبانيون أو اللاتينيون من أي عرق.
بلغ عدد الأسر 1,992 أسرة كانت نسبة 48.3% منها لديها أطفال تحت سن الثامنة عشر تعيش معهم، وبلغت نسبة الأزواج القاطنين مع بعضهم البعض 49.8% من أصل المجموع الكلي للأسر، ونسبة 15.3% من الأسر كان لديها معيلات من الإناث دون وجود شريك، بينما كانت نسبة 7.4% من الأسر لديها معيلون من الذكور دون وجود شريكة وكانت نسبة 27.5% من غير العائلات. تألفت نسبة 19.8% من أصل جميع الأسر من عدة أفراد يعيشون في نفس المنزل ونسبة 3.2% كانت تتألف من شخص يعيش بمفرده يبلغ من العمر 65 عاماً أو أكثر. وبلغ متوسط حجم الأسرة المعيشية 2.77، أما متوسط حجم العائلات فبلغ 3.16.
بلغ العمر الوسطي للسكان 30.7 عاماً. وكانت نسبة 31.2% من القاطنين تحت سن الثامنة عشر، وكانت نسبة 9.5% بين الثامنة عشر والرابعة والعشرين عاماً، ونسبة 35.1% كانت واقعةً في الفئة العمرية ما بين الخامسة والعشرين والرابعة والأربعين عاماً، ونسبة 18.7% كانت ما بين الخامسة والأربعين والرابعة والستين، ونسبة 5.4% كانت ضمن فئة الخامسة والستين عاماً فما فوق. يوجد لكل 100 أنثى 99.2 ذكر، ويوجد لكل 100 أنثى في الثامنة عشر من عمرها فما فوق 98.7 ذكر.
بلغ متوسط دخل الأسرة في المدينة 45,673 دولارًا، أما متوسط دخل العائلة فبلغ 47,694 دولارًا. وكان متوسط دخل الذكور 36,594 دولارًا مقابل 28,301 دولارًا للإناث. وسجل دخل الفرد الخاص بالمدينة 18,228 دولارًا. وكانت نسبة 7.9% من العائلات ونسبة 10.8% من السكان تحت خط الفقر، وكان من هؤلاء نسبة 10.8% تحت سن الثامنة عشر ونسبة 0% في الخامسة والستين من العمر وما فوق.

### تعداد عام 2010
بلغ عدد سكان باسيفيك 6,606 نسمة بحسب تعداد عام 2010، وبلغ عدد الأسر 2,269 أسرة وعدد العائلات 1,605 عائلة مقيمة في المدينة. في حين سجلت الكثافة السكانية 1,046.9 نسمة لكل كيلومتر مربع (2,711.5/ميل2). وبلغ عدد الوحدات السكنية 2,422 وحدة بمتوسط كثافة قدره 383.8 لكل كيلومتر مربع (994.0/ميل2).
وتوزع التركيب العرقي للمدينة بنسبة 69.22% من البيض و3.15% من الأمريكيين الأفارقة و1.88% من الأمريكيين الأصليين و9.04% من الأمريكيين ذوي الأصول الآسيوية و1.82% من سكان جزر المحيط الهادئ و8.46% من الأعراق الأخرى و6.43% من عرقين مختلطين أو أكثر و15.08% من الهسبانيون أو اللاتينيون من أي عرق.
بلغ عدد الأسر 2,269 أسرة كانت نسبة 43% منها لديها أطفال تحت سن الثامنة عشر تعيش معهم، وبلغت نسبة الأزواج القاطنين مع بعضهم البعض 46.5% من أصل المجموع الكلي للأسر، ونسبة 15% من الأسر كان لديها معيلات من الإناث دون وجود شريك، بينما كانت نسبة 9.2% من الأسر لديها معيلون من الذكور دون وجود شريكة وكانت نسبة 29.3% من غير العائلات. تألفت نسبة 20.9% من أصل جميع الأسر من عدة أفراد يعيشون في نفس المنزل ونسبة 5.5% كانت تتألف من شخص يعيش بمفرده يبلغ من العمر 65 عاماً أو أكثر. وبلغ متوسط حجم الأسرة المعيشية 2.88، أما متوسط حجم العائلات فبلغ 3.32.
بلغ العمر الوسطي للسكان 32.8 عاماً. وكانت نسبة 28.1% من القاطنين تحت سن الثامنة عشر، وكانت نسبة 10.1% بين الثامنة عشر والرابعة والعشرين عاماً، ونسبة 28.7% كانت واقعةً في الفئة العمرية ما بين الخامسة والعشرين والرابعة والأربعين عاماً، ونسبة 25.8% كانت ما بين الخامسة والأربعين والرابعة والستين، ونسبة 7.2% كانت ضمن فئة الخامسة والستين عاماً فما فوق. وتوزع التركيب الجنسي للسكان بنسبة 50% ذكور و50% إناث.

## وصلات خارجية
- الموقع الرسمي